# 圣弥额尔鲍思高堂
44°28′53″N 11°20′30″E / 44.481313°N 11.341796°E

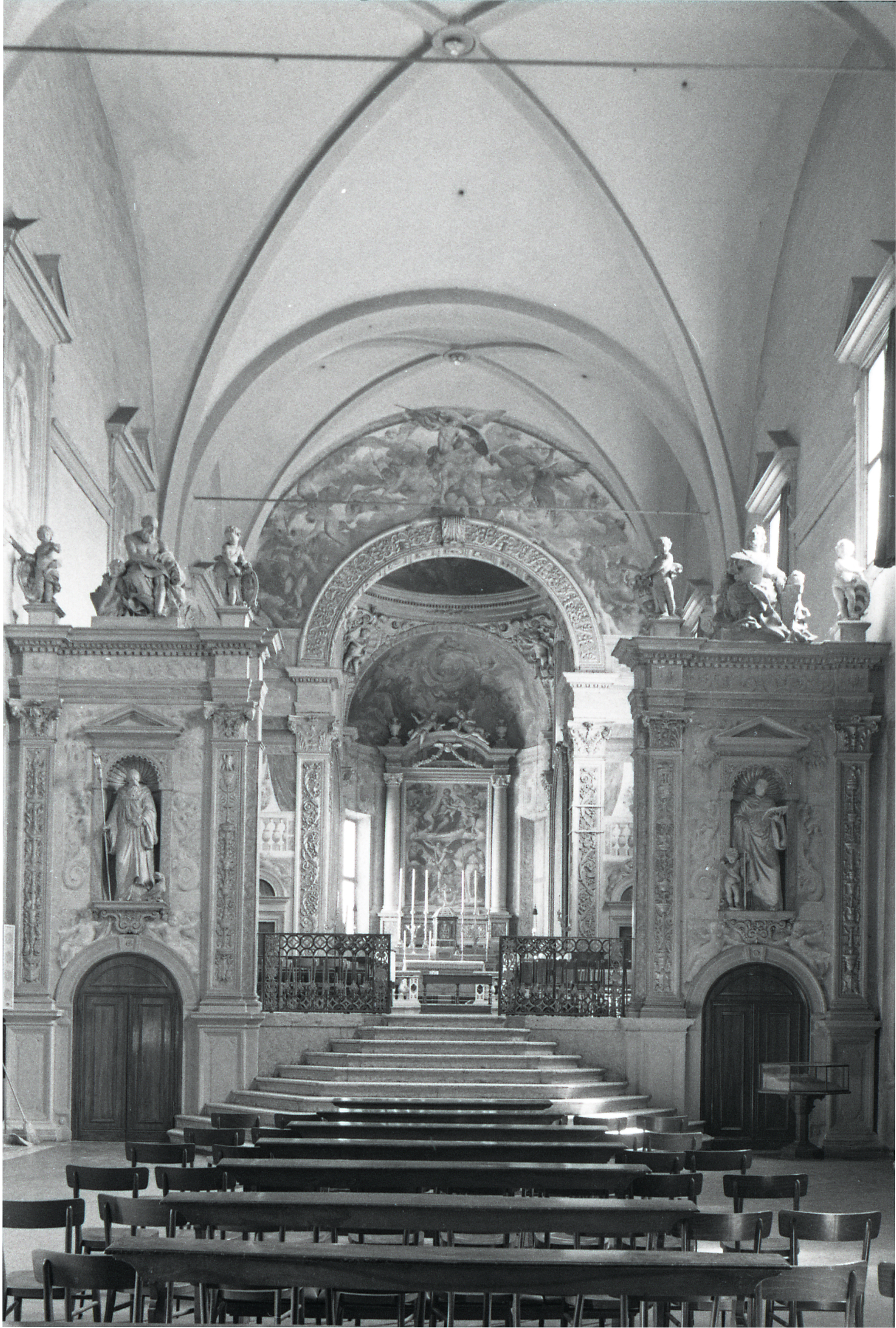
教堂内部，保罗蒙蒂摄于1973年

圣弥额尔鲍思高堂（San Michele in Bosco）是意大利中部博洛尼亚的一个宗教建筑群，包括同名教堂和附属的橄榄会修道院。修道院建筑于1955年被博洛尼亚市收购，以成立一个骨外科中心，名为里佐利骨科研究所（l'Istituto Ortopedico Rizzoli）。

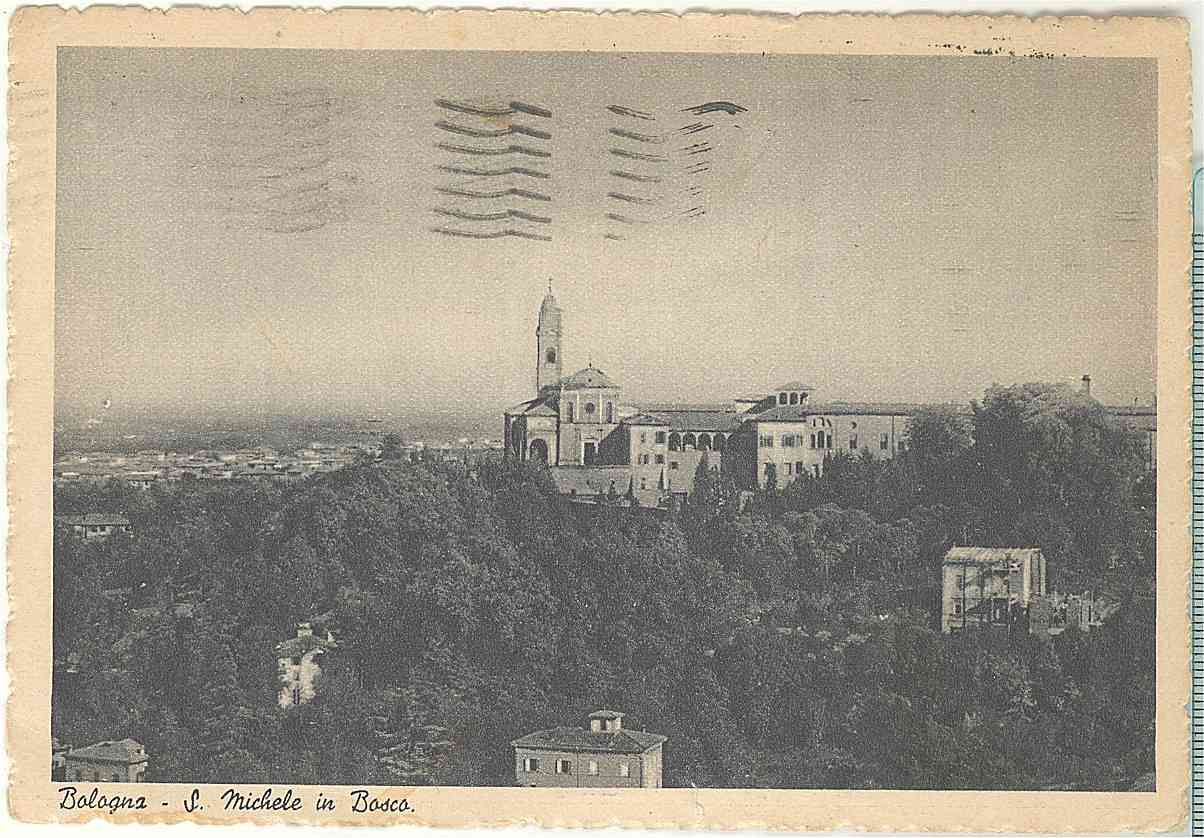
1954年明信片中的建筑群

## 宗教中心
该地区位于离城市历史中心不远的一座小山上，早在公元4世纪就建有修道院建筑。作为偏远山顶上的朝圣地，它也是供奉总领天使弥额尔的。传统认为，这里的修道院在5世纪早期被哥特人解散。改组后，它再次被906年入侵的匈牙利人摧毁。此后慢慢恢复，到1107年，开始住进奥斯定会修士。1120 和 1204 年的文件提到了此修道院。
1348年至1359年，瘟疫加上维斯康蒂的占领，使修道院人口减少。该地点经常成为保卫城镇的堡垒。到14世纪中叶，橄榄会修士在修道院可能扮演了一个角色。在1540年代，修道院被神圣罗马皇帝的西班牙军队部分占领。在近两个世纪的忽视之后，1564年，教宗代表安德罗维诺·德拉·罗卡枢机将修道院正式委托给橄榄山修会. 在接下来的两个世纪里，修道院作为许多普通学校和音乐学校的所在地而蓬勃发展。 
1430年教堂被摧毁后，在1523年完成了大部分重建工程。加萨雷·纳迪参与了这项工程。教堂有一个文艺复兴风格的立面，由比亚吉奥·罗塞蒂和他的工作室设计。大理石门（1521 年）由巴尔达萨雷·佩鲁齐设计, 由贾科莫·达·费拉拉和贝尔纳迪诺·达卢加诺雕刻。 内部有一个中殿，四个小堂，和一个祭衣间。
1797年拿破仑占领意大利期间，这个大型建筑群被征用。修士们被驱逐，建筑被用作兵营。 1804年，它被用作监狱（"力量之家"），供被判处无期徒刑的人使用。。1838年，方济各会修士返回。
修道院于16世纪末完工。它有一个八角形回廊，有壁画《圣本笃和则济利亚、諦步爵和华肋廉》, 以忒拉蒙点缀，, 是卢多维科·卡拉奇及其工作室的作品,不幸的是，这些作品用油石膏技术做的，现在大多已是碎片。 然而，这些作品的雕刻证明是有影响力的。

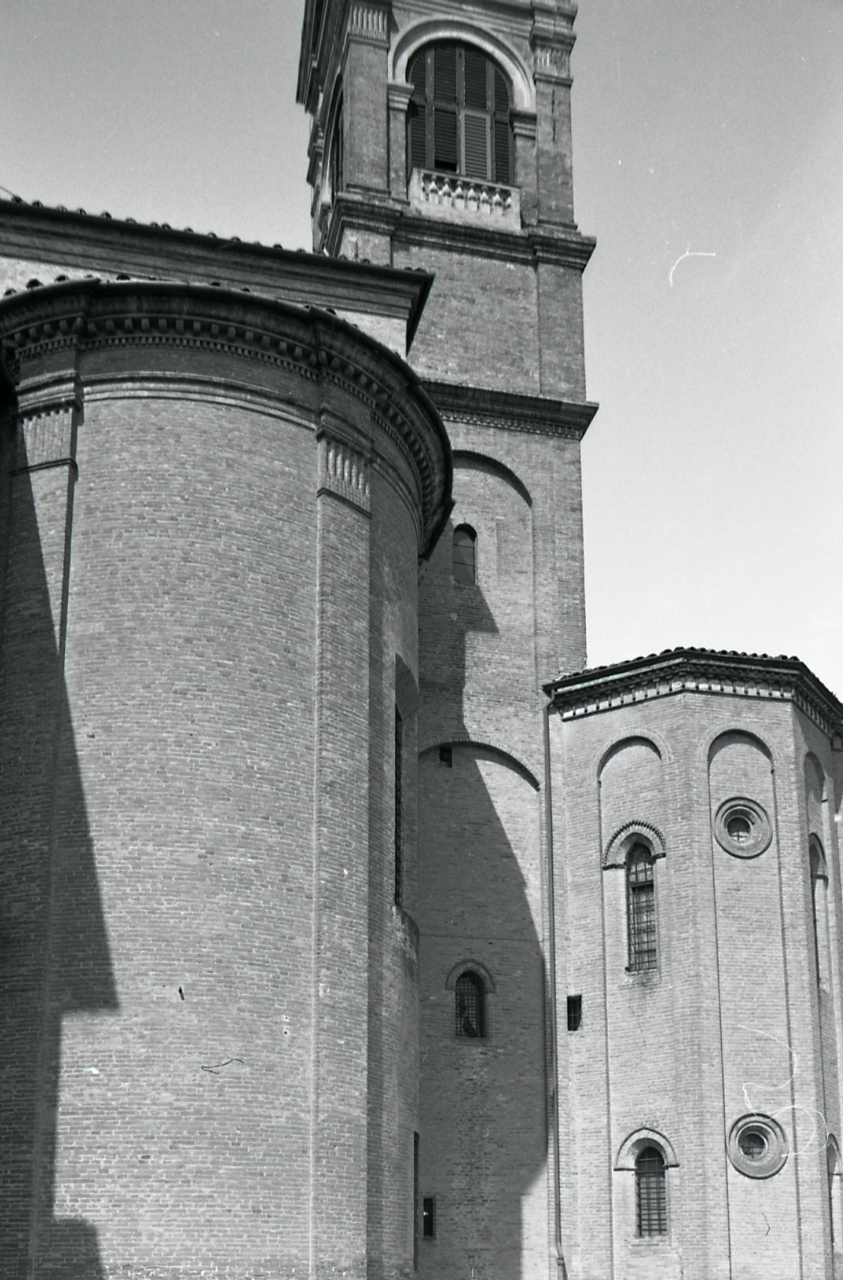
教堂后部的细节，保罗蒙蒂摄于1973年
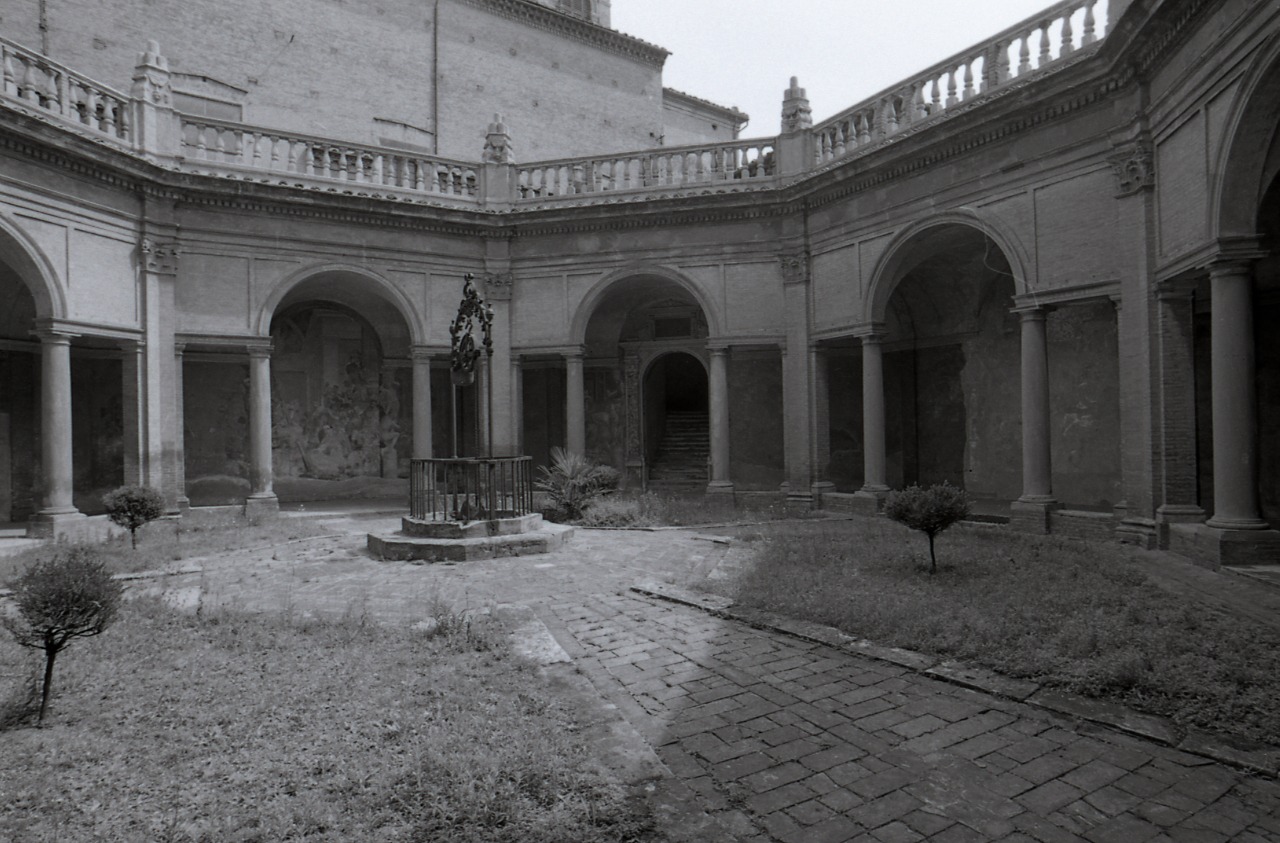
八角形回廊，保罗蒙蒂摄于1971年
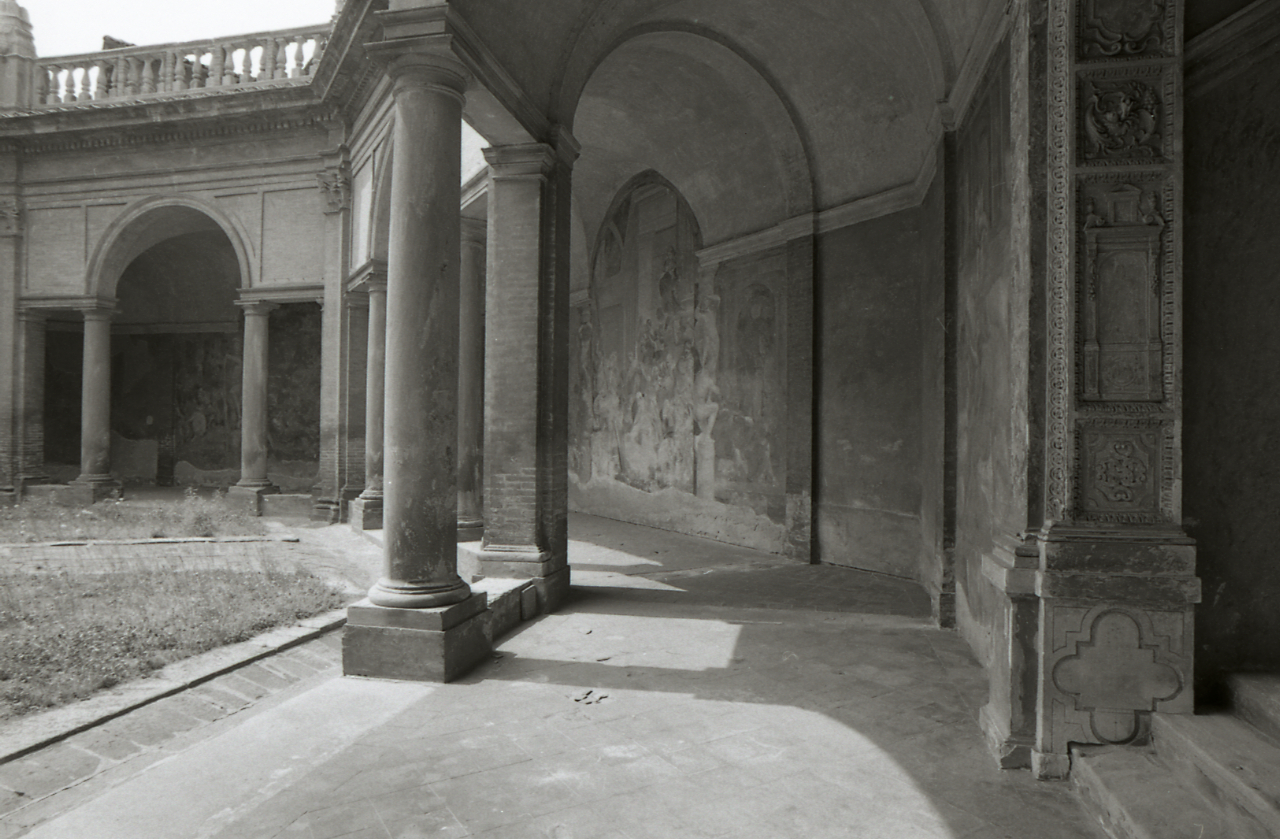
卡拉奇的壁画，保罗蒙蒂摄于1971年
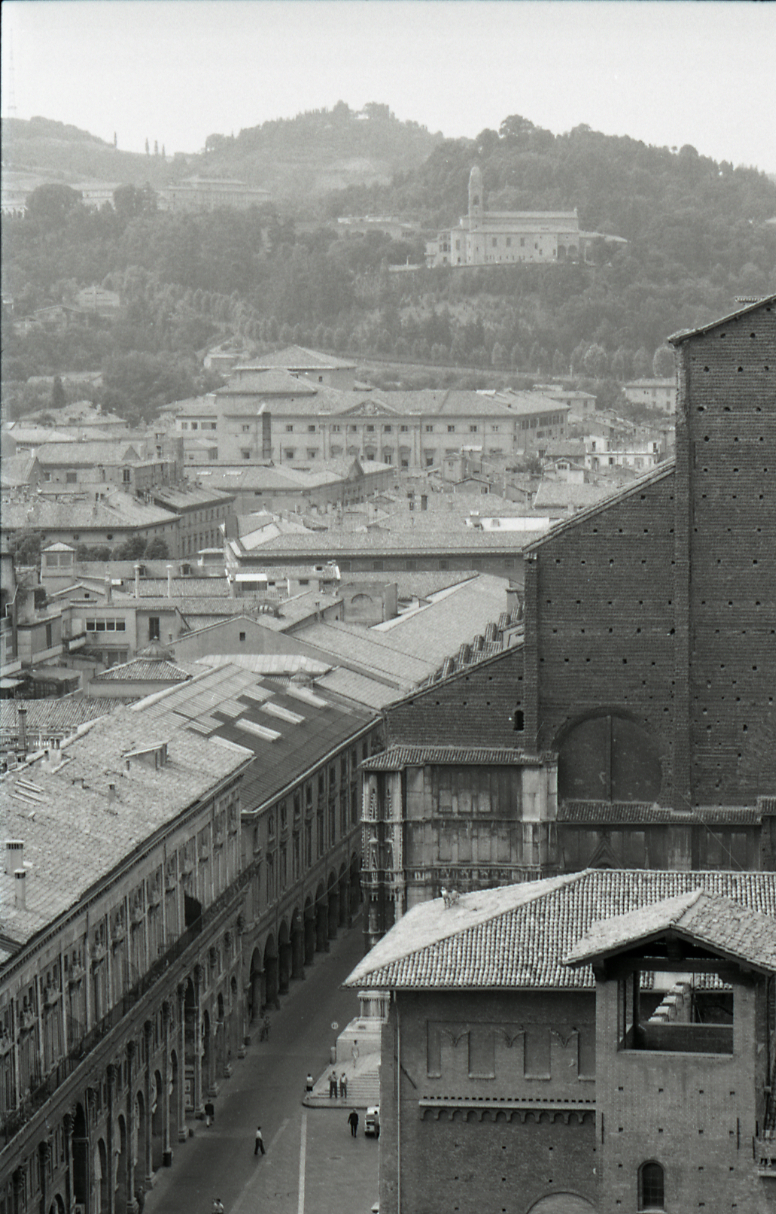
从博洛尼亚市中心看建筑群。保罗蒙蒂摄于1969年

## 骨科研究所
里佐利骨科研究所是使用骨科医生弗朗切斯科·里佐利于1880年留下的遗赠建立的。有了这家医院，里佐利希望既实现科学的进步，又能缓解人类的痛苦。 该研究所成立于1896年6月28日，由意大利国王翁贝托一世揭幕，名为里佐利骨科研究所，在下个世纪是世界上最好的骨科医院之一。